# Едвард Коррі (тенісист)
Едвард Коррі (англ. Edward Corrie; нар. 21 лютого 1988) — колишній британський тенісист.
Найвищу одиночну позицію світового рейтингу — 215 місце досяг 13 жовтня 2014, парну — 142 місце — 10 листопада 2014 року.
Завершив кар'єру 2018 року.

## Фінали за кар'єру

### Одиночний розряд: 22 (7–15)
| Легенда (одиночний розряд) |
| -------------------------- |
| Тур ATP Челленджер (0–1)   |
| Тур ITF Ф'ючерс (7–14)     |

| Титули за покриттям |
| ------------------- |
| Тверде (7–13)       |
| Ґрунт (0–0)         |
| Трава (0–1)         |
| Килим (0–1)         |

| Результат | В-П  | Дата     | Турнір                         | Рівень     | Покриття   | Суперник            | Рахунок            |
| --------- | ---- | -------- | ------------------------------ | ---------- | ---------- | ------------------- | ------------------ |
| Поразка   | 0–1  | Сер 2011 | Велика Британія F12, Рогемптон | Ф'ючерс    | Тверде     | Джеймі Бейкер       | 1–6, 6–4, 1–6      |
| Поразка   | 0–2  | Лип 2012 | Велика Британія F10, Ілклі     | Ф'ючерс    | Трава      | Джошуа Гудолл       | 4–6, 1–6           |
| Перемога  | 1–2  | Січ 2013 | Велика Британія F2, Престон    | Ф'ючерс    | Тверде (i) | Крістіан Гаррісон   | 2–6, 6–3, 7–5      |
| Поразка   | 1–3  | Лют 2013 | Велика Британія F3, Шеффілд    | Ф'ючерс    | Тверде (i) | Крістіан Гаррісон   | 4–6, 6–2, 6–7(5–7) |
| Перемога  | 2–3  | Лют 2013 | Велика Британія F4, Беркенгед  | Ф'ючерс    | Тверде (i) | Денієл Сметгерст    | 6–4, 6–1           |
| Поразка   | 2–4  | Бер 2013 | Велика Британія F5, Кардіфф    | Ф'ючерс    | Тверде (i) | Фредерік Нільсен    | 4–6, 2–6           |
| Перемога  | 3–4  | Бер 2013 | Велика Британія F7, Бат        | Ф'ючерс    | Тверде (i) | Ден Еванс           | 6–3, 7–6(7–4)      |
| Поразка   | 3–5  | Гру 2013 | Туреччина F48, Анталія         | Ф'ючерс    | Тверде     | Мірза Башич         | 5–7, 4–6           |
| Поразка   | 3–6  | Лют 2014 | Велика Британія F5, Ноттінгем  | Ф'ючерс    | Тверде (i) | Денієл Сметгерст    | 3–6, 2–6           |
| Поразка   | 3–7  | Бер 2014 | Канада F2, Шербрук             | Ф'ючерс    | Тверде (i) | Димитар Кутровський | 4–6, 6–3, 2–6      |
| Поразка   | 3–8  | Лип 2014 | Ірландія F1, Дублін            | Ф'ючерс    | Килим      | Джошуа Мілтон       | 6–4, 5–7, 2–6      |
| Перемога  | 4–8  | Сер 2014 | Іспанія F24, Пособланко        | Ф'ючерс    | Тверде     | Брайден Клейн       | 6–4, 7–6(7–4)      |
| Поразка   | 4–9  | Вер 2014 | Велика Британія F16, Рексем    | Ф'ючерс    | Тверде     | Лієм Броді          | 6–3, 5–7, 6–7(6–8) |
| Перемога  | 5–9  | Вер 2014 | Швеція F5, Фалун               | Ф'ючерс    | Тверде (i) | Патрік Русенгольм   | 6–4, 6–2           |
| Перемога  | 6–9  | Жов 2014 | Швеція F6, Єнчепінг            | Ф'ючерс    | Тверде (i) | Юрген Зопп          | 3–6, 6–3, 6–3      |
| Перемога  | 7–9  | Бер 2015 | Канада F2, Sherbrooke          | Ф'ючерс    | Тверде (i) | Тенніс Сендгрен     | 3–6, 6–1, 6–3      |
| Поразка   | 7–10 | Лют 2016 | Велика Британія F3, Шрусбері   | Ф'ючерс    | Тверде (i) | Яннік Маден         | 6–3, 5–7, 6–7(1–7) |
| Поразка   | 7–11 | Бер 2016 | Драммонвіль, Канада            | Челленджер | Тверде (i) | Ден Еванс           | 3–6, 4–6           |
| Поразка   | 7–12 | Жов 2016 | Швеція F4, Стокгольм           | Ф'ючерс    | Тверде (i) | Дмитро Жирмонт      | 6–7(5–7), 1–6      |
| Поразка   | 7–13 | Жов 2016 | Швеція F5, Falun               | Ф'ючерс    | Тверде (i) | Олександр Бублик    | 4–6, 4–6           |
| Поразка   | 7–14 | Вер 2017 | Франція F18, Баньєр-де-Бігорр  | Ф'ючерс    | Тверде     | Уго Юмбер           | 5–7, 6–2, 6–7(4–7) |
| Поразка   | 7–15 | Вер 2017 | Франція F19, Мюлуз             | Ф'ючерс    | Тверде (i) | Нільс Десайн        | 3–6, 6–4, 3–6      |

### Парний розряд: 39 (24–15)
| Легенда (парний розряд)  |
| ------------------------ |
| Тур ATP Челленджер (2–0) |
| Тур ITF Ф'ючерс (22–15)  |

| Титули за покриттям |
| ------------------- |
| Тверде (20–11)      |
| Ґрунт (0–3)         |
| Трава (3–1)         |
| Килим (1–0)         |

| Результат | В-П   | Дата     | Турнір                           | Рівень     | Покриття   | Партнер             | Суперники                              | Рахунок               |
| --------- | ----- | -------- | -------------------------------- | ---------- | ---------- | ------------------- | -------------------------------------- | --------------------- |
| Перемога  | 1–0   | Тра 2007 | Греція F2, Сірос                 | Ф'ючерс    | Тверде     | Лі Чайлдс           | Ієн Аткінсон Шон Торнлі                | 6–3, 7–5              |
| Поразка   | 1–1   | Сер 2007 | Велика Британія F14, Рексем      | Ф'ючерс    | Тверде     | Том Рашбі           | Кріс Ітон П'єррік Їсерн                | 1–6, 2–6              |
| Поразка   | 1–2   | Чер 2011 | США F14, Чико                    | Ф'ючерс    | Тверде     | Тревор Добсон       | Ваге Ассадурян Джиммі Ванг             | 4–6, 4–6              |
| Поразка   | 1–3   | Лип 2011 | Велика Британія F11, Чизік       | Ф'ючерс    | Тверде     | Льюїс Бартон        | Лієм Броді Ден Еванс                   | 6–7(3–7), 6–4, [7–10] |
| Перемога  | 2–3   | Жов 2011 | США F26, Остін                   | Ф'ючерс    | Тверде     | Кріс Ітон           | Бенджамін Роджерс Джон-Патрік Сміт     | 7–6(8–6), 6–2         |
| Поразка   | 2–4   | Гру 2011 | Бразилія F43, Гуарульюс          | Ф'ючерс    | Ґрунт      | Джон Віґанд         | Густаву Герсіс Педру Сакамото          | 4–6, 6–4, [12–14]     |
| Поразка   | 2–5   | Січ 2012 | США F2, Санрайз                  | Ф'ючерс    | Ґрунт      | Секу Банґура        | Рубен Гонсалес Кріс Квон               | 3–6, 5–7              |
| Перемога  | 3–5   | Бер 2012 | Велика Британія F5, Бат          | Ф'ючерс    | Тверде (i) | Льюїс Бартон        | Артур Де Ґреф Яннік Ретер              | 6–3, 6–4              |
| Перемога  | 4–5   | Кві 2012 | США F9, Оклахома-Сіті            | Ф'ючерс    | Тверде     | Вагід Мірзаде       | Гаррісон Адамс Шейн Вінсант            | 6–1, 6–0              |
| Поразка   | 4–6   | Кві 2012 | США F10, Літл-Рок                | Ф'ючерс    | Тверде     | Марвін Баркер       | Ґреґ Уеллетт Тенніс Сендгрен           | 6–4, 6–7(2–7), [8–10] |
| Поразка   | 4–7   | Тра 2012 | США F11, Віро-Біч                | Ф'ючерс    | Ґрунт      | Вагід Мірзаде       | Бенджамін Роджерс Джон-Патрік Сміт     | 7–5, 1–6, [9–11]      |
| Перемога  | 5–7   | Лип 2012 | Велика Британія F10, Ілклі       | Ф'ючерс    | Трава      | Льюїс Бартон        | Ендрю Гарріс Ендрю Віттінгтон          | 6–1, 6–1              |
| Перемога  | 6–7   | Лип 2012 | Велика Британія F11, Філікстоу   | Ф'ючерс    | Трава      | Льюїс Бартон        | Том Берн Ден Еванс                     | 6–2, 6–2              |
| Перемога  | 7–7   | Сер 2012 | Велика Британія F12, Wrexham     | Ф'ючерс    | Тверде     | Льюїс Бартон        | Олівер Голдінг Шон Торнлі              | 6–4, 6–0              |
| Перемога  | 8–7   | Вер 2012 | Велика Британія F14, Ноттінгем   | Ф'ючерс    | Тверде     | Джеймс Марсалек     | Майлс Баґбі Деніел Глансі              | 5–7, 6–3, [10–7]      |
| Поразка   | 8–8   | Бер 2013 | Велика Британія F5, Кардіфф      | Ф'ючерс    | Тверде (i) | Ніл Скупскі         | Девід Райс Шон Торнлі                  | 1–6, 5–7              |
| Поразка   | 8–9   | Вер 2013 | Велика Британія F19, Рогемптон   | Ф'ючерс    | Тверде     | Джошуа Ворд-Гібберт | Льюїс Бартон Маркус Вілліс             | 6–4, 4–6, [8–10]      |
| Перемога  | 9–9   | Жов 2013 | США F27, Мансфілд                | Ф'ючерс    | Тверде     | Денієл Сметгерст    | Жан-Їв Обон Кевін Кінґ                 | 6–3, 7–5              |
| Перемога  | 10–9  | Лис 2013 | Шампейн, США                     | Челленджер | Тверде (i) | Денієл Сметгерст    | Остін Крайчек Тенніс Сандгрен          | 7–6(7–5), 0–6, [10–7] |
| Поразка   | 10–10 | Січ 2014 | Велика Британія F1, Глазго       | Ф'ючерс    | Тверде (i) | Денієл Сметгерст    | Девід Райс Шон Торнлі                  | 3–6, 1–6              |
| Перемога  | 11–10 | Лют 2014 | Велика Британія F3, Шеффілд      | Ф'ючерс    | Тверде (i) | Денієл Сметгерст    | Девід Райс Шон Торнлі                  | 3–6, 6–2, [10–8]      |
| Перемога  | 12–10 | Лют 2014 | Велика Британія F3, Віррал       | Ф'ючерс    | Тверде (i) | Денієл Сметгерст    | Люк Бембрідж Росс Гатчінс              | 5–7, 7–6(8–6), [10–6] |
| Перемога  | 13–10 | Бер 2014 | Канада F1, Гатіно                | Ф'ючерс    | Тверде (i) | Денієл Сметгерст    | Каміл Пайковскі Філіп Пеліво           | 7–6(7–4), 6–1         |
| Перемога  | 14–10 | Бер 2014 | Канада F2, Шербрук               | Ф'ючерс    | Тверде (i) | Денієл Сметгерст    | Том Кочевар-Дешман Торстен Вітоска     | 3–6, 6–3, [10–1]      |
| Перемога  | 15–10 | Бер 2014 | Рімускі, Канада                  | Челленджер | Тверде (i) | Денієл Сметгерст    | Жермен Жігунон Олів'є Рохус            | 6–2, 6–1              |
| Поразка   | 15–11 | Кві 2014 | США F10, Гарлінген               | Ф'ючерс    | Тверде     | Денієл Сметгерст    | Еван Кінґ Девін Мак-Карті              | 3–6, 6–7(2–7)         |
| Поразка   | 15–12 | Лип 2014 | Велика Британія F12, Манчестер   | Ф'ючерс    | Трава      | Джошуа Ворд-Гібберт | Олівер Голдінг Джордж Морґан           | 6–7(4–7), 6–4, [6–10] |
| Перемога  | 16–12 | Лип 2014 | Велика Британія F13, Ilkley      | Ф'ючерс    | Трава      | Льюїс Бартон        | Брайден Клейн Джошуа Ворд-Гібберт      | 6–2, 6–4              |
| Перемога  | 17–12 | Лип 2014 | Ірландія F1, Дублін              | Ф'ючерс    | Килим      | Фредерік Нільсен    | Пітер Ботвелл Девід О'Гейр             | 6–2, 7–5              |
| Перемога  | 18–12 | Сер 2014 | Іспанія F24, Пособланко          | Ф'ючерс    | Тверде     | Девід Райс          | Льюїс Бартон Маркус Вілліс             | 6–4, 7–5              |
| Перемога  | 19–12 | Вер 2014 | Франція F17, Баньєр-де-Бігорр    | Ф'ючерс    | Тверде     | Девід Райс          | Енцо Куако Лоран Локолі                | 6–4, 2–6, [10–5]      |
| Перемога  | 20–12 | Вер 2014 | Велика Британія F16, Wrexham     | Ф'ючерс    | Тверде     | Девід Райс          | Люк Бембрідж Лієм Броді                | 6–7(3–7), 6–4, [10–8] |
| Перемога  | 21–12 | Вер 2014 | Швеція F5, Фалун                 | Ф'ючерс    | Тверде (i) | Льюїс Бартон        | Срірам Баладжі Патрік Русенгольм       | 7–6(7–1), 6–1         |
| Поразка   | 21–13 | Бер 2015 | Канада F2, Sherbrooke            | Ф'ючерс    | Тверде (i) | Денієл Сметгерст    | Кевін Кінґ Дін О'Браєн                 | 4–6, 6–2, [10–5]      |
| Перемога  | 22–13 | Лют 2016 | Велика Британія F3, Шрусбері     | Ф'ючерс    | Тверде (i) | Денієл Сметгерст    | Джонатан Ґрей Стефан Стерленд-Марковіч | 6–1, 6–3              |
| Поразка   | 22–14 | Кві 2016 | Греція F4, Іракліон              | Ф'ючерс    | Тверде     | Ллойд Ґласспул      | Владислав Манафов Бредлі Музлі         | 2–6, 3–6              |
| Перемога  | 23–14 | Сер 2017 | Португалія F17, Сінтра           | Ф'ючерс    | Тверде     | Маркус Вілліс       | Янес Лоран Максім Чутакян              | 6–1, 6–4              |
| Перемога  | 24–14 | Вер 2017 | Франція F18, Bagnères-de-Bigorre | Ф'ючерс    | Тверде     | Фредерік Нільсен    | Нілс Лотсма Денис Мацюкевич            | 6–4, 6–2              |
| Поразка   | 24–15 | Лис 2017 | США F38, Колумбус                | Ф'ючерс    | Тверде (i) | Люк Бембрідж        | Ганс Гах Вердуґо Луїс Давід Мартінес   | 6–3, 6–7(2–7), [7–10] |